# Павло-Кічкас

1850—1900 роки

Павло-Кічкас (також — Павло-Кичкас, Павлокичкас (панська назва села — Маркусове) — колишнє село, нині сучасний північний лівобережний житловий район міста Запоріжжя, адміністративно утворює Заводський район. 

## Історія
Перші відомі поселення на території сучасного Павло-Кічкасу існували на схилах балки Осокорової та Кічкасної у І—X століттях. Ймовірно з давніх часів місцевість була відома завдяки переправі через річку Дніпро. Згідно з однією з гіпотез і пов'язана назва — «кіс-каш», що тюркською означає «короткий, найкоротший». Під назвою Крарійська ця переправа описана на  шляху «із варяг у греки» Костянтина Багрянородного У XVII—XVIII століття тут були розташовані редути Війська Запорозького, яке захищало Кічкаську переправу та верф.
1786 року на Павло-Кічкас нараховувалося 10 господарств. 1859 року — 70 господ з 446 душами (213 чоловічої статі). 1885 року — 116 господ з 879 мешканцями (у тому числі 447 чоловічої статі).
З 1798 року власником села Павло-Кічкас став Мануйло (Еммануїл) Іванович Марк (народився не пізніше 1781 року, помер перед 1853 роком), що за його прізвищем прозивалося Маркусове. Власник села Мануйло Марк був очільником шляхти Олександрівського повіту у 1806—1815 роках. У 1812—1821 роках був першим почесним наглядачем Олександрівського повітового училища, у відкритті якого 12 травня 1808 року брав діяльну участь. Рід Марків віднесений у третю частину родоводу книги Катеринославської губернії.
Влітку 1883 року село дослідили Дмитро Яворницький та Яків Новицький. За 1 версту на північ село було обмежено Осокоровою балкою з річкою та дубовим гаєм у ній. На півдні межувало з Кичкаською балкою з кучерявими грушами, кущами глоду, шипшини та кислиці (барбарису) .
У 1902 році на території району був введений в експлуатацію перший в Російській імперії великий Арковий міст через річку Дніпро. Міст був споруджений за проєктом Я. Д. Проскурякова, на верхнього ярусі була прокладена двоколійна залізниця, на нижньому ярусі з лівого та правого боків мосту — пішохідні тротуари. 
До Жовтневого перевороту 1917 року село межувало з менонітським поселенням Маркусландт, яке виникло у 1863 році. Серед сіл поселення були Андреасфельд, Осокорівка (Ебенфельд), Маркусів Хутір та інші. Але під час більшовицького перевороту та громадянської війни більшість менонітів покинула свої хутори.
У 1920 році Кічкаський міст був підірваний махновцями, які відступали під натиском більшовицьких загарбників. У вересні 1921 року міст було відновлено, однак у 1931 році він був демонтований назавжди.

Кічкаський міст, підірваний махновцями при відступу в січні 1920 року

У 1928 році почалося будівництво Дніпровської ГЕС. Офіційно село іменувалося Павло-Кічкас на честь власника землі Павла Сергійовича Потьомкіна і назвою давнього урочища Кічкас. Іноді помилково називають Кічкасом, що є правобережною місцевістю сучасного Запоріжжя.
Спорудження Дніпровської ГЕС у 1927—1932 роках призвело до затоплення балок Осокорова та Кічкасна та  виникнення півострову, на якому було утворено робітниче поселення. У ті ж роки було збудовано ряд великим промислових підприємств, які утворили протяжну промислову зону, що відрізала Павло-Кічкас від центру міста. Житлові квартали опинилися у зоні промислових об'єктів 1-го та 2-го класу небезпеки всупереч існуючим санітарним нормам. Проте північні й і північно-західні вітри постачають чисте степове і дніпровське повітря. 
Район забудований приватними садибами та багатоповерховими будівлями. Досі збереглися заселені бараки робітників, побудовані у 1946—1947 роках полоненими німцями.

## Сучасність
З причин поганої екологічної ситуації у Запоріжжі Павло-Кічкас має найнижчі ціни на житло. За дослідженням стану здоров'я у Запоріжжі захворюваність мешканців Павло-Кічкасу є найвищою у місті. За версією журналу «Кореспондент» у 2010 році Павло-Кічкас потрапив у десятку найкримінальніших районів України.

## Транспортне сполучення
До центральної частини міста курсують трамвайний маршрут № 16 і тролейбусний маршрут № 13 (з 19 січня 2021 року припинений рух тролейбусів на невизначений термін). До промислової зони курсують трамваї маршруту № 8 (кінцева зупинка «Кремнійполімер»). Також раніше існував тролейбусний маршрут № 10 (контактну мережу у напрямку заводу «Кремнійполімер» демонтовано).
Автобусні маршрути у напрямку Павло-Кічкаса: № 14, 29, 34, 34А, 41, 51, 54, 70, 73, 83, 86.